# Rann na Feirste
Rann na Feirste (en anglès Ranafast) és una vila d'Irlanda, al comtat de Donegal, a la província de l'Ulster. Es troba a la Gaeltacht de Na Rosa.

## Situació de l'irlandès
Tot i que Anagaire es troba a la Gaeltacht, on l'irlandès és l'única llengua oficial, l'anglès també és força usat.Organitza cursos de llengua irlandesa als mesos d'estiu per a estudiants de les zones del país de parla anglesa. És coneguda com a Coláiste Bhríde.

## Història
Com la resta de la part oriental del comtat de Donegal, té una llarga història d'immigració. En el 1950 molta gent de la zona deixà el territori per a treballar a Anglaterra, Estats Units i Escòcia. Això ha provocat una afluència de persones escoto-irlandeses que retornen l'estiu a Rann na Feirste.

## Arts i cultura

### Música
L'àrea té una rica història de tradició musical, i s'hi ha reunit un extensiu catàleg d'antigues tradicions gaèliques que han estat interpretades per molts famosos cantants. El grup local Skara Brae han estat un dels pioners de la música tradicional irlandesa. Fundat en 1976, el grup aconseguí molts títols a nivell local i nacional. Va guanyar tres cops el Fleadh Cheoil na hÉireann.

### Literatura
Els escriptors locals, germans Séamus Ó Grianna i Seosamh Mac Grianna són dos autors importants en gaèlic. Caisleáin Óir de Séamus i Mo Bhealach Féin de Seosamh són considerats com a referents locals de la literatura irlandesa.